# World Cup 2019
Der Beverly World Cup 2019 war ein Snooker-Teamwettbewerb im Rahmen der Main Tour der Saison 2019/20. Das Einladungsturnier fand im Zweijahresrhythmus statt und wurde zum dritten Mal in Folge in Wuxi in China ausgetragen. Das Turnier lief vom 24. bis 30. Juni.
2017 gewann China das Turnier mit Ding Junhui und Liang Wenbo. Diesmal konnten sie ihren Titel nicht verteidigen, weil sie in zwei verschiedenen Teams antraten. Liang kam aber diesmal zusammen mit Zhou Yuelong erneut ins Finale. Sie unterlagen jedoch John Higgins und Stephen Maguire aus Schottland klar mit 4:0. Seit der World Cup in China ausgetragen wird, war es das erste Mal, dass kein Team der Gastgeber gewann.

## Preisgeld
Die Preisgeldsumme und die Einzelprämien blieben gegenüber dem World Cup 2017 unverändert. Anders als bei den Einzelturnieren wurde das Preisgeld in US-Dollar und nicht in britischen Pfund ausgezahlt.
|                 | Preisgeld |
| --------------- | --------- |
| Sieger          | 200.000 $ |
| Finalist        | 100.000 $ |
| Halbfinalist    | 60.000 $  |
| Viertelfinalist | 40.000 $  |
| Gruppendritter  | 22.500 $  |
| Gruppenvierter  | 15.000 $  |
| Gruppenfünfter  | 10.000 $  |
| Gruppensechster | 7.500 $   |
| Insgesamt       | 800.000 $ |

## Mannschaften und Setzliste
Ablauf und Regeln entsprachen denen von vor zwei Jahren, erneut waren 24 Teams am Start. Österreich, Polen und die Vereinigten Arabischen Emirate kehrten nach 2015 wieder zurück, Saudi-Arabien war erstmals dabei. Dafür fehlten gegenüber dem letzten Mal Finnland, Brasilien, Pakistan und Ägypten.
| Rank | Nation                       | Spieler 1             | Spieler 2         |
| ---- | ---------------------------- | --------------------- | ----------------- |
| 1    | China A                      | Ding Junhui           | Yan Bingtao       |
| 2    | Wales                        | Mark Williams         | Ryan Day          |
| 3    | Schottland                   | John Higgins          | Stephen Maguire   |
| 4    | Nordirland                   | Mark Allen            | Jordan Brown      |
| 5    | England                      | Kyren Wilson          | Jack Lisowski     |
| 6    | Belgien                      | Luca Brecel           | Ben Mertens       |
| 7    | China B                      | Zhou Yuelong          | Liang Wenbo       |
| 8    | Thailand                     | Thepchaiya Un-Nooh    | Noppon Saengkham  |
|      | Iran                         | Hossein Vafaei        | Soheil Vahedi     |
|      | Zypern                       | Michael Georgiou      | Antonis Poullos   |
|      | Norwegen                     | Kurt Maflin           | Christopher Watts |
|      | Irland                       | Ken Doherty           | Fergal O’Brien    |
|      | Malaysia                     | Thor Chuan Leong      | Moh Keen Hoo      |
|      | Polen                        | Adam Stefanów         | Kacper Filipiak   |
|      | Hongkong                     | Andy Lee              | Ka Wai Cheung     |
|      | Deutschland                  | Simon Lichtenberg     | Lukas Kleckers    |
|      | Israel                       | Eden Sharav           | Shachar Ruberg    |
|      | Australien                   | Steve Mifsud          | Ryan Thomerson    |
|      | Saudi-Arabien                | Omar Alajlani         | Ahmed Aseeri      |
|      | Schweiz                      | Alexander Ursenbacher | Luis Vetter       |
|      | Malta                        | Alex Borg             | Brian Cini        |
|      | Indien                       | Himanshu Jain         | Lucky Vatnani     |
|      | Österreich                   | Andreas Ploner        | Florian Nüßle     |
|      | Vereinigte Arabische Emirate | Mohammed Shehab       | Mohammed al-Joker |

## Gruppenphase
Die Spiele der Gruppenphase wurden vom Montag, 24. Juni bis zum Freitag, 28. Juni 2019 ausgetragen.

### Gruppe A
| Spieltag   | Spieler 1 | Erg. | Spieler 2   |  | Spieler 1 | Erg. | Spieler 2   |  | Spieler 1  | Erg. | Spieler 2   |
| ---------- | --------- | ---- | ----------- |  | --------- | ---- | ----------- |  | ---------- | ---- | ----------- |
| Montag     | China A   | 4:1  | Deutschland |  | Thailand  | 2:3  | Norwegen    |  | Polen      | 2:3  | Österreich  |
| Dienstag   | China A   | 4:1  | Norwegen    |  | Thailand  | 3:2  | Österreich  |  | Polen      | 3:2  | Deutschland |
| Mittwoch   | China A   | 4:1  | Österreich  |  | Thailand  | 3:2  | Polen       |  | Norwegen   | 2:3  | Deutschland |
| Donnerstag | China A   | 5:0  | Polen       |  | Thailand  | 4:1  | Deutschland |  | Österreich | 1:4  | Norwegen    |
| Freitag    | China A   | 2:3  | Thailand    |  | Polen     | 4:1  | Norwegen    |  | Österreich | 3:2  | Deutschland |

| Platz | Setzliste | Mannschaft  | Spiele | Frames | gew. Frames | verl. Frames | Differenz | Punkte |
| ----- | --------- | ----------- | ------ | ------ | ----------- | ------------ | --------- | ------ |
| 1     | 1         | China A     | 5      | 25     | 19          | 6            | +13       | 19     |
| 2     | 8         | Thailand    | 5      | 25     | 15          | 10           | +5        | 15     |
| 3     |           | Polen       | 5      | 25     | 11          | 14           | −3        | 11     |
| 4     |           | Norwegen    | 5      | 25     | 11          | 14           | −3        | 11     |
| 5     |           | Österreich  | 5      | 25     | 10          | 15           | −5        | 10     |
| 6     |           | Deutschland | 5      | 25     | 9           | 16           | −7        | 9      |

### Gruppe B
| Spieltag   | Spieler 1  | Erg. | Spieler 2     |  | Spieler 1 | Erg. | Spieler 2     |  | Spieler 1 | Erg. | Spieler 2     |
| ---------- | ---------- | ---- | ------------- |  | --------- | ---- | ------------- |  | --------- | ---- | ------------- |
| Montag     | Nordirland | 4:1  | Saudi-Arabien |  | England   | 3:2  | Hongkong      |  | Iran      | 3:2  | Irland        |
| Dienstag   | Nordirland | 3:2  | Hongkong      |  | England   | 3:2  | Irland        |  | Iran      | 2:3  | Saudi-Arabien |
| Mittwoch   | Nordirland | 1:4  | Irland        |  | England   | 3:2  | Iran          |  | Hongkong  | 4:1  | Saudi-Arabien |
| Donnerstag | Nordirland | 1:4  | Iran          |  | England   | 5:0  | Saudi-Arabien |  | Irland    | 1:4  | Hongkong      |
| Freitag    | Nordirland | 2:3  | England       |  | Iran      | 2:3  | Hongkong      |  | Irland    | 3:2  | Saudi-Arabien |

| Platz | Setzliste | Mannschaft    | Spiele | Frames | gew. Frames | verl. Frames | Differenz | Punkte |
| ----- | --------- | ------------- | ------ | ------ | ----------- | ------------ | --------- | ------ |
| 1     | 5         | England       | 5      | 25     | 17          | 8            | +9        | 17     |
| 2     |           | Hongkong      | 5      | 25     | 15          | 10           | +5        | 15     |
| 3     |           | Iran          | 5      | 25     | 13          | 12           | +1        | 13     |
| 4     |           | Irland        | 5      | 25     | 12          | 13           | −1        | 12     |
| 5     | 4         | Nordirland    | 5      | 25     | 11          | 14           | −3        | 11     |
| 6     |           | Saudi-Arabien | 5      | 25     | 7           | 18           | −11       | 7      |

### Gruppe C
| Spieltag   | Spieler 1  | Erg. | Spieler 2 |  | Spieler 1 | Erg. | Spieler 2 |  | Spieler 1 | Erg. | Spieler 2 |
| ---------- | ---------- | ---- | --------- |  | --------- | ---- | --------- |  | --------- | ---- | --------- |
| Montag     | Schottland | 4:1  | Zypern    |  | Belgien   | 4:1  | VAE       |  | Malaysia  | 1:4  | Israel    |
| Dienstag   | Schottland | 4:1  | VAE       |  | Belgien   | 4:1  | Israel    |  | Malaysia  | 3:2  | Zypern    |
| Mittwoch   | Schottland | 5:0  | Israel    |  | Belgien   | 4:1  | Malaysia  |  | VAE       | 3:2  | Zypern    |
| Donnerstag | Schottland | 4:1  | Malaysia  |  | Belgien   | 4:1  | Zypern    |  | Israel    | 4:1  | VAE       |
| Freitag    | Schottland | 2:3  | Belgien   |  | Malaysia  | 2:3  | VAE       |  | Israel    | 2:3  | Zypern    |

| Platz | Setzliste | Mannschaft | Spiele | Frames | gew. Frames | verl. Frames | Differenz | Punkte |
| ----- | --------- | ---------- | ------ | ------ | ----------- | ------------ | --------- | ------ |
| 1     | 6         | Belgien    | 5      | 25     | 19          | 6            | +13       | 19     |
| 2     | 3         | Schottland | 5      | 25     | 19          | 6            | +13       | 19     |
| 3     |           | Israel     | 5      | 25     | 11          | 14           | −3        | 11     |
| 4     |           | VAE        | 5      | 25     | 9           | 16           | −7        | 9      |
| 5     |           | Zypern     | 5      | 25     | 9           | 16           | −7        | 9      |
| 6     |           | Malaysia   | 5      | 25     | 8           | 17           | −9        | 8      |

### Gruppe D
| Spieltag   | Spieler 1 | Erg. | Spieler 2  |  | Spieler 1 | Erg. | Spieler 2  |  | Spieler 1  | Erg. | Spieler 2  |
| ---------- | --------- | ---- | ---------- |  | --------- | ---- | ---------- |  | ---------- | ---- | ---------- |
| Montag     | Wales     | 4:1  | Indien     |  | China B   | 5:0  | Australien |  | Schweiz    | 3:2  | Malta      |
| Dienstag   | Wales     | 4:1  | Australien |  | China B   | 3:2  | Malta      |  | Schweiz    | 3:2  | Indien     |
| Mittwoch   | Wales     | 4:1  | Malta      |  | China B   | 5:0  | Schweiz    |  | Australien | 2:3  | Indien     |
| Donnerstag | Wales     | 5:0  | Schweiz    |  | China B   | 5:0  | Indien     |  | Malta      | 3:2  | Australien |
| Freitag    | Wales     | 4:1  | China B    |  | Schweiz   | 2:3  | Australien |  | Malta      | 1:4  | Indien     |

| Platz | Setzliste | Mannschaft | Spiele | Frames | gew. Frames | verl. Frames | Differenz | Punkte |
| ----- | --------- | ---------- | ------ | ------ | ----------- | ------------ | --------- | ------ |
| 1     | 2         | Wales      | 5      | 25     | 21          | 4            | +17       | 21     |
| 2     | 7         | China B    | 5      | 25     | 19          | 6            | +13       | 19     |
| 3     |           | Indien     | 5      | 25     | 10          | 15           | −5        | 10     |
| 4     |           | Malta      | 5      | 25     | 9           | 16           | −7        | 9      |
| 5     |           | Australien | 5      | 25     | 8           | 17           | −9        | 8      |
| 6     |           | Schweiz    | 5      | 25     | 8           | 17           | −9        | 8      |

## Endrunde
Die Endrundenpartien wurden am 29. und 30. Juni ausgetragen.
| Viertelfinale Best of 7 Frames | Viertelfinale Best of 7 Frames | Viertelfinale Best of 7 Frames |    |            | Halbfinale Best of 7 Frames | Halbfinale Best of 7 Frames | Halbfinale Best of 7 Frames |  |  | Finale Best of 7 Frames | Finale Best of 7 Frames | Finale Best of 7 Frames |
|                                |                                |                                |    |            |                             |                             |                             |  |  |                         |                         |                         |
| A1                             | China A                        | 4                              |    |            |                             |                             |                             |  |  |                         |                         |                         |
| B2                             | Hongkong                       | 0                              |    |            |                             |                             |                             |  |  |                         |                         |                         |
| B2                             | Hongkong                       | 0                              | A1 | China A    | 1                           |                             |                             |  |  |                         |                         |                         |
|                                |                                |                                | A1 | China A    | 1                           |                             |                             |  |  |                         |                         |                         |
|                                | C2                             | Schottland                     | 4  |            |                             |                             |                             |  |  |                         |                         |                         |
| D1                             | C2                             | Schottland                     | 4  | Wales      | 3                           |                             |                             |  |  |                         |                         |                         |
| D1                             |                                |                                |    | Wales      | 3                           |                             |                             |  |  |                         |                         |                         |
| C2                             | Schottland                     | 4                              |    |            |                             |                             |                             |  |  |                         |                         |                         |
| C2                             | Schottland                     | 4                              | C2 | Schottland | 4                           |                             |                             |  |  |                         |                         |                         |
|                                |                                |                                |    | Schottland | 4                           |                             |                             |  |  |                         |                         |                         |
|                                | D2                             | China B                        | 0  |            |                             |                             |                             |  |  |                         |                         |                         |
| B1                             | D2                             | China B                        | 0  | England    | 4                           |                             |                             |  |  |                         |                         |                         |
| B1                             |                                |                                |    | England    | 4                           |                             |                             |  |  |                         |                         |                         |
| A2                             | Thailand                       | 3                              |    |            |                             |                             |                             |  |  |                         |                         |                         |
| A2                             | Thailand                       | 3                              | B1 | England    | 3                           |                             |                             |  |  |                         |                         |                         |
|                                |                                |                                | B1 | England    | 3                           |                             |                             |  |  |                         |                         |                         |
|                                | D2                             | China B                        | 4  |            |                             |                             |                             |  |  |                         |                         |                         |
| C1                             | D2                             | China B                        | 4  | Belgien    | 2                           |                             |                             |  |  |                         |                         |                         |
| C1                             |                                |                                |    | Belgien    | 2                           |                             |                             |  |  |                         |                         |                         |
| D2                             | China B                        | 4                              |    |            |                             |                             |                             |  |  |                         |                         |                         |

### Finale
| Finale: Best of 7 Frames Schiedsrichter/in: Jan Scheers Wuxi Sportspark Stadium, Wuxi, China, 30. Juni 2019 |                |         |
| Schottland                                                                                                  | 4:0            | China B |
| 58:38, 71:0, 60:45, 55:33                                                                                   |                |         |
| – | Höchstes Break | –       |
| – | Century-Breaks | –       |
| – | 50+-Breaks     | –       |